# Yasuhiro Kawasaki
Yasuhiro Kawasaki (川崎康宏, Kawasaki Yasuhiro)  est un compositeur japonais, ayant travaillé notamment sur la musique de jeux vidéo tels que le célèbre Illusion of Time, ainsi que sur de nombreux titres de Takara Tomy.

## Style
L'écriture de Kawasaki est assurément épique, utilisant notamment de manière prépondérante les timbales. On retrouve aussi un recours constant à une ligne mélodique basse très marquée et distincte du reste de l'orchestration. Cette ligne mélodique introduit de nombreuses tensions harmoniques caractéristiques du compositeur.

## Travaux
²(liste incomplète)
- 1991 - Hellfire S (avec Hiroji Sawai sur PC-Engine, par Toaplan)
- 1992 - The Silent Service (sur Windows)
- 1993 - Illusion of Time (sur Super Nintendo, par Quintet & Enix)
- 1994 - SimTower (sur PC et MacIntosh par OPenBooK, publié par Maxis)
- 1995 - Super Okuman Tyoja Game (avec Masato Miyamoto, sur Super Nintendo, par Takara)
- La série Zoids de Tomy
- 2000 - Super Producers
- 2002 - Kikou Heidan J-Phoenix Burst (sur PlayStation 2, de Takara)
- 2006 - Cooking Mama (sur Nintendo DS et iOS, de Office Create, publié par Taito puis par Square Enix)
- 2010 - Babysitting Mama (sur Wii, par Cooking Mama Limited)
- 2013 - Dokuro (sur PlayStation Vita, par Game Arts)